# Johann Wolfgang von Goethe
Johann Wolfgang von Goethe (alemão: [ˈjoːhan ˈvɔlfɡaŋ ˈɡøːtə] (escutarⓘ); Frankfurt am Main, 28 de agosto de 1749 – Weimar, 22 de março de 1832) foi um polímata, autor e estadista alemão do Sacro Império Romano-Germânico que também fez incursões pelo campo da ciência natural. Como escritor, Goethe foi uma das mais importantes figuras da literatura alemã, do iluminismo alemão e do Romantismo europeu, nos finais do século XVIII e inícios do XIX. Juntamente com Friedrich Schiller, foi um dos líderes do movimento literário alemão Sturm und Drang e, posteriormente, do Classicismo de Weimar.
De sua vasta produção fazem parte: romances, peças de teatro, poemas, escritos autobiográficos, reflexões teóricas nas áreas de arte, literatura e ciências naturais. Além disso, sua correspondência epistolar com pensadores e personalidades da época é grande fonte de pesquisa e análise de seu pensamento.
Por meio do romance Os Sofrimentos do Jovem Werther, Goethe tornou-se famoso em toda a Europa no ano de 1774 e, mais tarde, houve um amadurecimento de sua produção, influenciada sobretudo pela parceria com Schiller, com o qual tornou-se o mais importante autor do Classicismo de Weimar. Sua obra-prima, porém, é o drama trágico Fausto, publicado em fragmento em 1790, depois em primeira parte definitiva em 1808 e, por fim, numa segunda parte, em 1832, ano de sua morte, tomando-lhe, portanto, a vida inteira. Goethe é até hoje considerado o mais importante escritor alemão, cuja obra influenciou a literatura de todo o mundo.

## Vida

### Origem

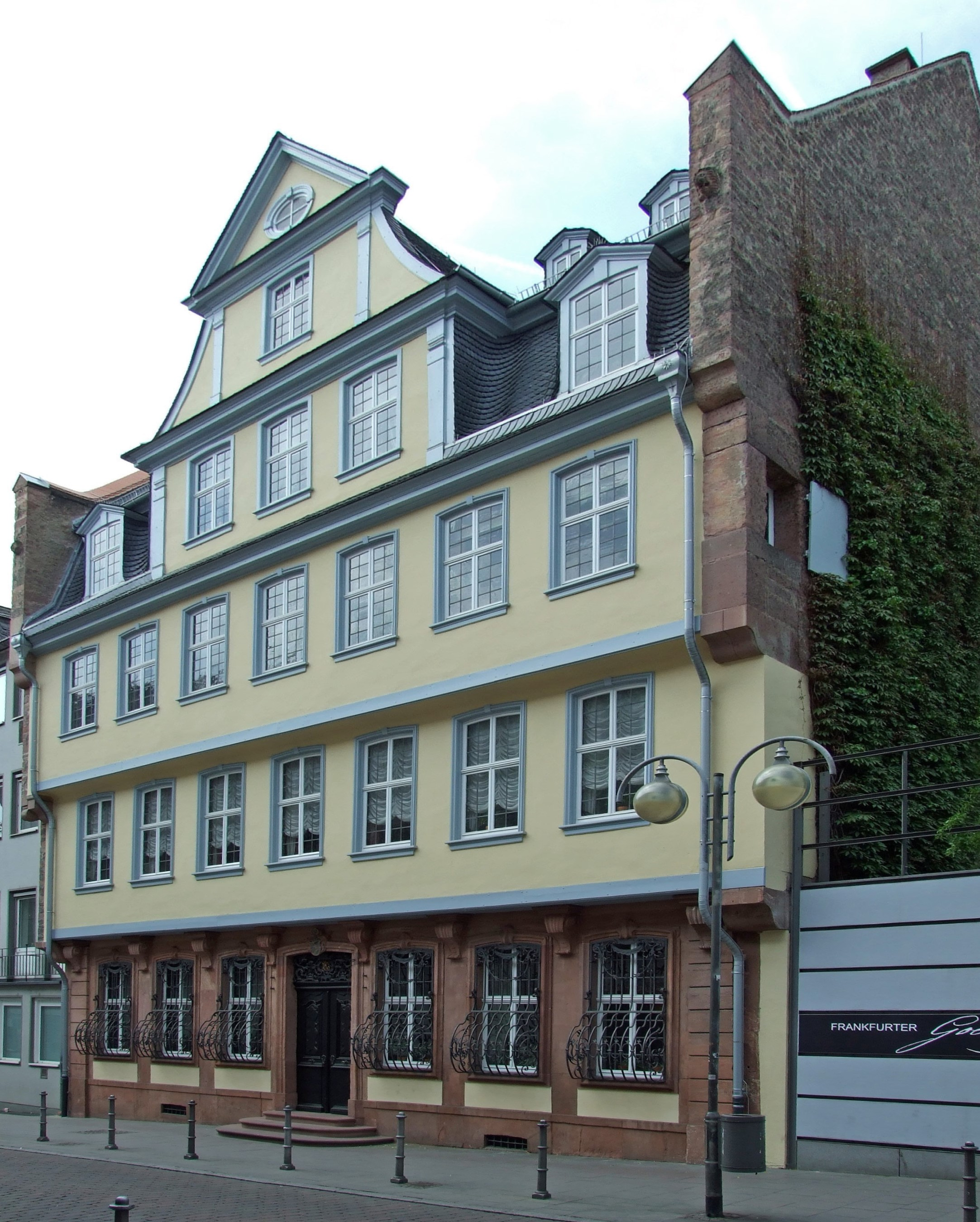
Berço de Goethe, em Frankfurt, Alemanha (Hirschgraben Großer)

Johann Wolfgang von Goethe nasceu em 28 de agosto de 1749 em Frankfurt am Main, Alemanha. Era o filho mais velho de Johann Caspar Goethe (Frankfurt am Main, 29 de julho de 1710 – Frankfurt am Main, 25 de maio de 1782). Homem culto, jurista que não exerceu a profissão, Caspar vivia dos rendimentos de sua fortuna. A mãe de Goethe, Catharina Elisabeth Textor Goethe (Frankfurt am Main, 19 de fevereiro de 1731 – Frankfurt am Main, 15 de setembro de 1808), procedia de uma família de poder econômico e posição social, sendo tetraneta de uma das irmãs de Lucas Cranach, o Jovem, filho de Lucas Cranach, o Velho e descendente de Henrique III de Hesse-Marburg. Casou-se aos 17 anos e teve outros filhos, dos quais apenas um viera a chegar à idade adulta.
Educados, inicialmente, pelo próprio pai e, depois, por tutores contratados, Goethe e a irmã receberam uma ampla educação que incluía o estudo de francês, inglês, italiano, latim, grego, ciências, religião e desenho. Goethe teve aulas de violoncelo e piano, além de dança e equitação. O contato com a literatura se deu desde a infância, através das histórias contadas por sua mãe e da leitura da Bíblia. A família tinha uma biblioteca que continha mais de 2 000 volumes.

### Juventude: Estudos e primeiras produções literárias
Por decisão de seu pai, Goethe iniciou os estudos na Faculdade de Direito de Leipzig em 1765, mostrando-se, porém, pouco interessado. Goethe dedicava-se mais às aulas de desenho, xilogravura e gravura em metal, e aproveitava a vida longe da casa dos pais entre teatros e noites na boêmia. Acometido por uma doença, possivelmente tuberculose, em 1768 retorna para a casa dos pais.
Enquanto se recupera, dedica-se a leituras, experiências com alquimia e astrologia. Nesse mesmo ano, Goethe escreve sua primeira comédia: Die Mitschuldigen. Logo depois, em 1769, Goethe publica sua primeira antologia, Neue Lieder. Em abril de 1770 volta aos estudos de direito, agora em Estrasburgo, dessa vez mostrando-se mais interessado. Durante esse período, conheceu Johann Gottfried Herder, teólogo e estudioso das artes e da literatura. Herder influenciou Goethe trazendo a ele leituras como Homero, Shakespeare e Ossian assim como o contato com a poesia popular (Volkspoesie).
Nesse período, Goethe escrevera poemas à Friederike Brion, com a qual mantinha um romance. Esses poemas, mais tarde, ficaram conhecidos como Sesenheimer Lieder. Neles já se expressa fortemente o início de uma nova produção literária lírica.
No verão de 1771, Goethe licencia-se na faculdade de direito.

### Sturm und Drang (Tempestade e Ímpeto)

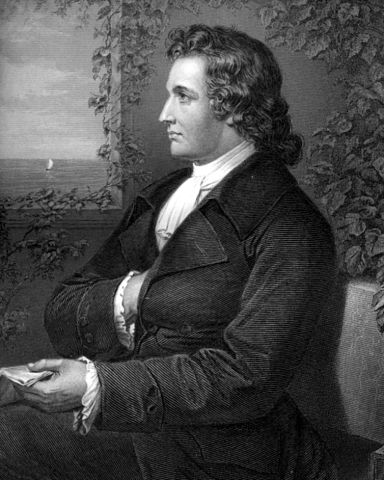
Goethe, 1775.

De volta a Frankfurt am Main, Goethe trabalha sem muito ânimo em seu escritório de advocacia, dando maior importância à poesia. Ao fim de 1771 escreveu Geschichte Gottfriedens von Berlichingen mit der eisernen Hand, que veio a ser publicado dois anos depois sob o título Götz von Berlichingen da mão de ferro. A peça veio a valer como a primeira obra do movimento Sturm und Drang (Tempestade e Ímpeto).
Em 1772 Goethe mudou-se para Wetzlar, a pedido do pai, para trabalhar na sede da corte da justiça imperial. Lá conheceu Charlotte Buff, noiva de seu colega Johann Christian Kestner, por quem se apaixonou. O escândalo dessa paixão obrigou-o a deixar Wetzlar. Um ano e meio depois, em 1774, Goethe publica Die Leiden des Jungen Werthers (Os Sofrimentos do Jovem Werther). Com esse romance, tornou-se rapidamente conhecido em toda a Europa.
O período entre seu retorno de Wetzlar e a partida à Weimar foi um dos mais produtivos de sua carreira. Além de Werther, Goethe escreveu, entre outros, poemas que se tornaram exemplares de sua obra, como Prometheus, Ganymed e Mahomets Gesang, além de peças como Clavigo (Clavigo), Stella, e outras mais curtas como Götter, Helden und Wieland. Nesse período Goethe inicia seu trabalho mais conhecido, Faust (Fausto).

### Em Weimar
Em 1775, Carlos Augusto herda o governo de Saxe-Weimar-Eisenach e convida Goethe a visitar a Weimar, capital do ducado. Disposto a desfrutar os prazeres da corte, Goethe aceita o convite a acaba por mudar-se para Weimar. Em pouco tempo a população o acusa de desencaminhar o príncipe, que por sua vez reage e faz Goethe comprometer-se com setores do governo. Goethe passa então, como ministro, a exercer alguns serviços administrativos, como inspecionar minas e irrigação do solo, entre outros. Goethe viveu até 1786 na cidade, onde veio a exercer diversas funções político-administrativas. Em Weimar, Goethe viveu um afetuoso romance com Charlotte von Stein, do qual restaram documentados mais de 2 mil cartas e bilhetes.
Com o trabalho diário na administração da cidade, restava-lhe pouco tempo para sua prática poética. Nesse período, Goethe trabalha na escrita em prosa de Iphigenie auf Tauris (Ifigênia em Táuride), além de Egmont, Torquarto Tasso e Os Anos de Aprendizado de Wilhelm Meister, e dos poemas Wandrers Nachtlied, Grenzen der Menschheit e Das Göttliche.
Por volta de 1780, Goethe passa a ocupar-se sistematicamente com pesquisas na área das ciências naturais. Seu interesse demonstrou-se principalmente nas áreas de geologia, botânica e osteologia.
Ele também fez parte da Ordem Bávara dos Illuminati, com um documento comprovando que ele nela ingressou em 1783, sob o codinome "Ábaris", e uma carta de 1784 com sua assinatura indicando que ele tinha o elevado cargo de "Regente" na sociedade secreta. René Le Forestier afirma que Goethe teria entrado na ordem talvez em imitação ao seu protetor, o duque Carlos Augusto, que também fazia parte dela, mas outra possibilidade é a de que Goethe entrou como um observador para acompanhar as decisões políticas potencialmente perigosas que se desenvolviam. A loja da ordem em Weimar teve pouco impacto e foi encerrada ao final de 1784, mas o movimento secreto era considerado politicamente perigoso e, após sua supressão, os participantes de Weimar provavelmente tiveram medo de que suas associações fossem reveladas e que sofressem represálias. Goethe manteve-se em silêncio por toda vida sobre seus dias de filiação e sobre a teoria da conspiração que surgiu em torno da Ordem em 1787. Da Revolução Francesa em diante, Goethe exerceu ativamente a supressão de sociedades secretas, sendo inclusive contrário à instalação de uma loja maçônica em Jena, a partir de suas recomendações ao duque.

### Viagem à Itália
Goethe estava cada vez mais insatisfeito com trabalho na administração pública e seu relacionamento com Charlotte se desgastou, desencadeando uma crise com relação aos rumos que tomou em sua vida. Por conta disso, em 1786, partiu sem pré-aviso para a Itália usando um pseudônimo, já que na época já havia se tornado um autor famoso. Goethe passou por Verona, Veneza e Lago di Garda, até chegar a Roma, onde permaneceu até 1788, tendo também visitado nesse meio tempo Nápoles e Sicília. Em abril daquele ano, Goethe deixou Roma, e dois meses depois desembarcou novamente em Weimar.
Na Itália, Goethe conheceu as construções e obras de arte da Antiguidade Clássica e do Renascimento. Encantou-se especialmente pelos trabalhos de Rafael e Andrea Palladio. Lá se dedicou ao desenho, decidindo-se, porém, pela profissão de poeta. Entre outras coisas Goethe versificou nesse período Iphigenie auf Tauris (Ifigênia em Tauride), finalizou Egmont, doze anos após o iniciado da escrita desse, e deu prosseguimento a Tasso.
A viagem fora para Goethe uma experiência reestabelecedora.

### Classicismo de Weimar

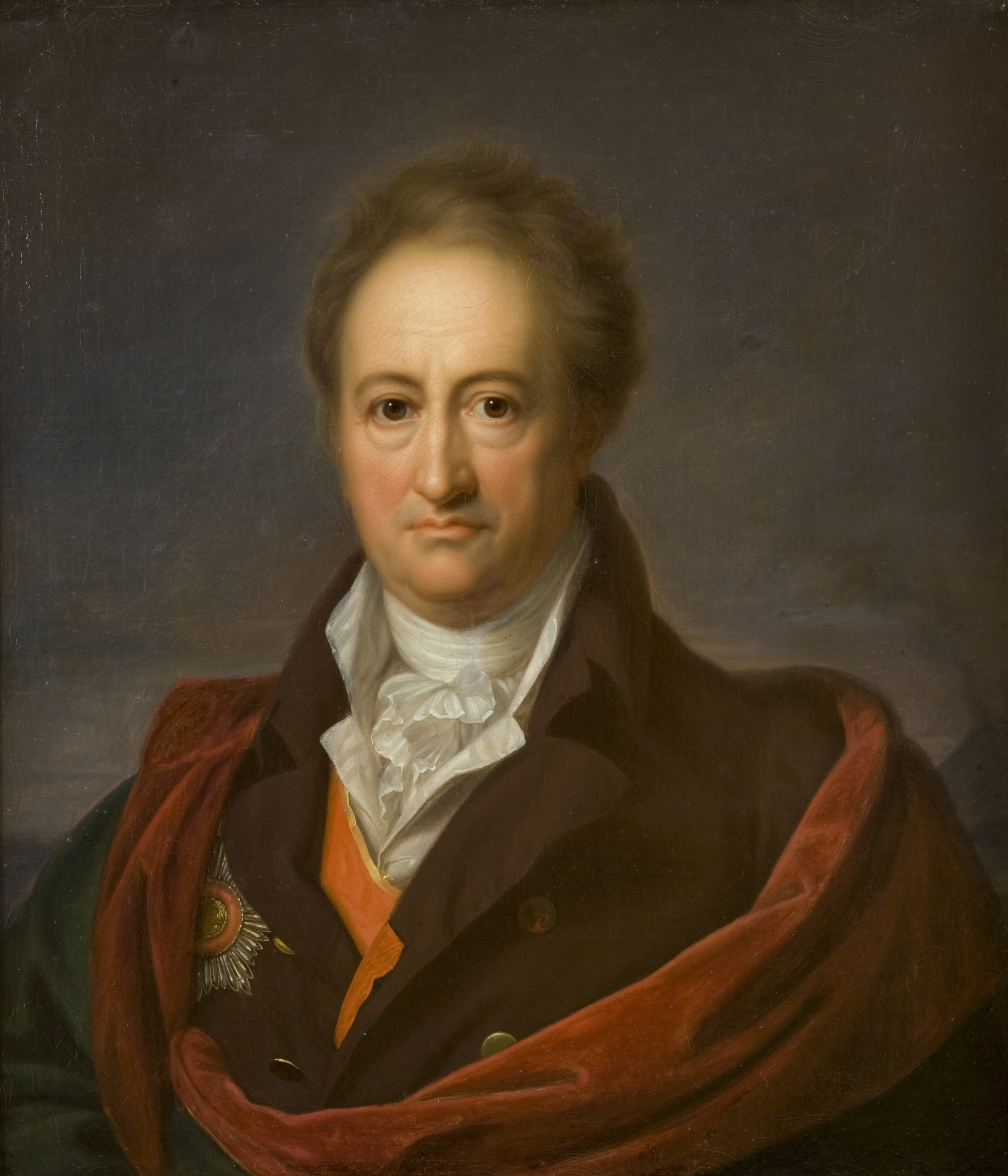
Johann Wolfgang von Goethe, pintura a óleo por Gerhard von Kügelgen, 1808/1809.

De volta a Weimar, Goethe estabelece amizade com Johanna Schopenhauer, mãe do filósofo Arthur Schopenhauer. Além disso, Goethe conhece Christiane Vulpius, uma mulher de 23 anos, de origem simples e sem prestígio social. Mesmo com a pouca aceitação da sociedade weimarense, Goethe e Christiane casam-se em 1806, mesmo ano que a cidade é invadida pelos franceses em ocasião da expansão napoleônica. O casal permaneceu junto até a morte dela em 1816.
Goethe assume cargos de influência política nas áreas de cultura e ciências. De 1791 a 1817 Goethe dirige o teatro de Weimar (antes dirigira a escola de desenho) Ao mesmo tempo Goethe era membro conselheiro na Universidade de Jena, onde conheceu, entre outros, Friedrich Schiller, Georg Hegel e Friedrich Schelling.
Em 1794, inicia amizade com Friedrich von Schiller, que passa também a residir em Weimar. Essa amizade entre os dois grandes escritores é celebrada como um dos marcos simbólicos da literatura alemã.

### Ciências naturais e poesia
Nos anos posteriores à sua viagem à Itália, Goethe empenhou-se nas pesquisas em ciências naturais. Em 1790 ele publica uma obra chamada Versuch die Metamorphose der Pflanzen zu erklären, e inicia sua pesquisa sobre as cores, assunto ao qual se dedicou até o fim de sua vida. A Teoria das Cores é publicada em 1810.
As obras da década de 1790 fazem parte Römische Elegien, uma coleção de poemas eróticos, à maneira clássica, sobre a paixão de Goethe por Christiane. Da viagem à Itália vieram os Venetiatischen Epigrame, poemas satíricos sobre a Europa da época. Goethe escreveu também uma série de comédias satirizando a Revolução Francesa: Der Groβ-Cophta (1791), Der Bürgergeneral (1793), e o fragmento Die Aufgeregten (1793).
Em 1794 Schiller convida Goethe para colaborar na revista de arte e cultura: Die Horen. Goethe aceita o convite e a partir daí inicia-se uma aproximação entre os dois intelectuais, que resultou numa íntima amizade. Ambos desaprovavam a revolução e apoiavam a estética da antiguidade clássica como ideal artístico.
Como resultado de suas discussões a respeito dos fundamentos estéticos da arte, Schiller e Goethe desenvolveram ideias artísticas que deram origem ao Classicismo de Weimar.
Nesse período, Schiller convence Goethe a retomar a escrita de Faust (Fausto) e acompanha o nascimento de Wilhelm Meister Lehrjahre (Os Anos de Aprendizado de Wilhelm Meister). Além dessas obras, Goethe escreve no mesmo período Unterhaltungen deutscher Ausgewanderten e o épico escrito em hexâmetro clássico Hermann und Dorothea.
Em 1805, interfere para que Hegel seja nomeado professor na Universidade de Berlim. A morte de Schiller nesse mesmo ano, foi uma grande perda para o amigo Goethe,
Em 1808, Napoleão condecora Goethe, no Congresso de Erfurt, com a grande cruz da Legião da Honra. De acordo com sua correspondência, sobretudo os registros de Eckermann, seu.amigo, Goethe ficou bastante aturdido com a Revolução Francesa. Prova disso é a segunda parte de Fausto, publicada postumamente, conforme carta ao amigo, ao qual dizia para só se abrir o pacote após sua morte, num profundo lamento, prevendo que sua literatura seria deixada no esquecimento.

### Últimos anos do poeta

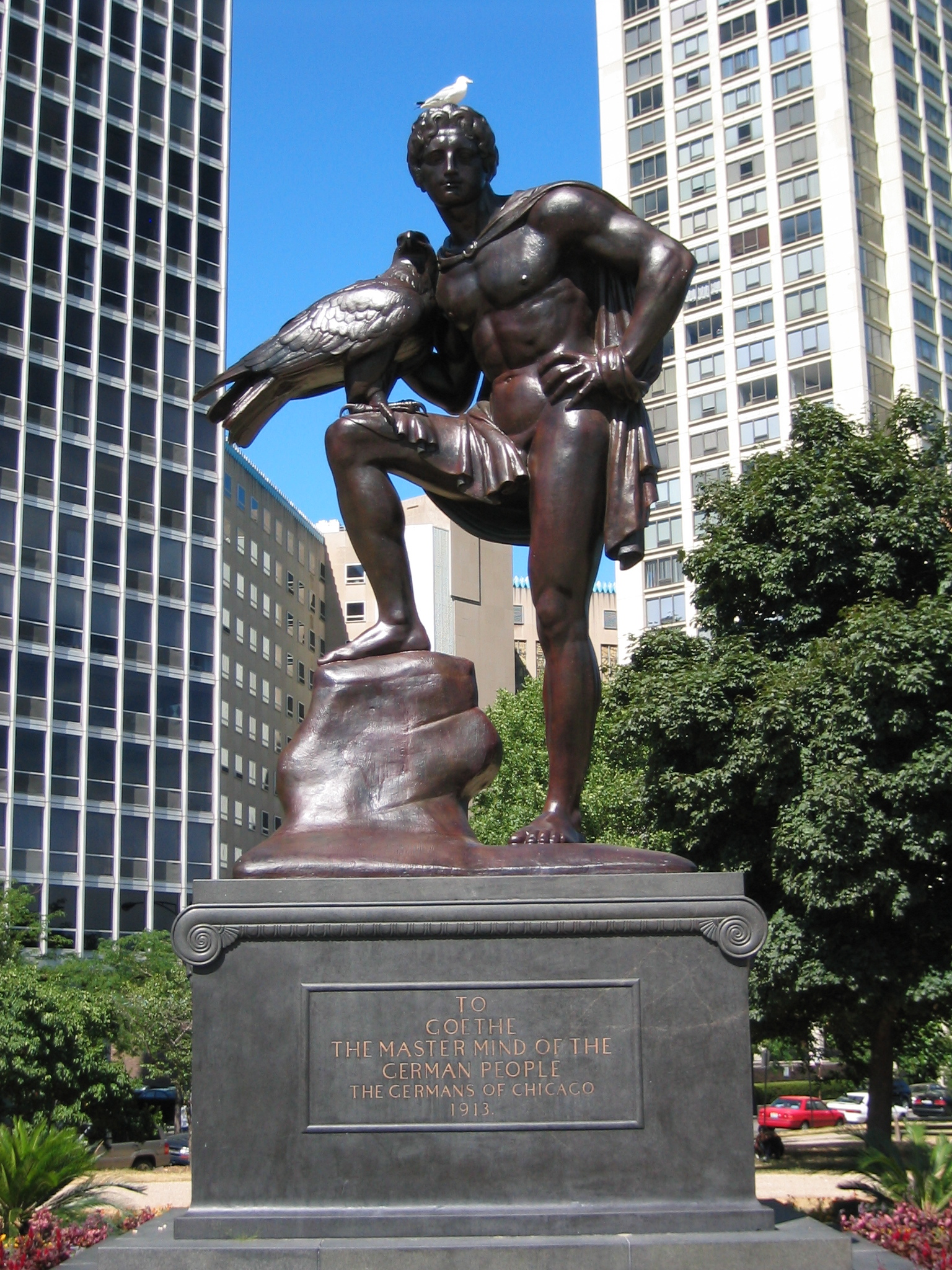
Monumento a Goethe no Lincoln Park em Chicago.

Nos anos que seguiram a morte de Schiller, Goethe adoeceu diversas vezes. Atormentado com os acontecimentos decorrentes da invasão Napoleônica a Weimar, Goethe vive uma fase pessimista. Desta época provém seu último romance, Die Wahlverwandschaften, de 1809. Um ano depois Goethe começa a escrever sua autobiografia.
Um ano após a morte da esposa (1816), Goethe organiza seus escritos e publica os trabalhos: Geschichte meines botanischen Studiums (1817); Italianischen Reise (1817) (Viagem à Itália), diário e reflexões de sua viagem, em duas partes, respectivamente; Wilhelm Meister Wanderjahre (1821) e Zur Naturwissenschaft überhaupt (1824). Em 1823, Johann Peter Eckermann torna-se secretário de Goethe e o ajuda na revisão e publicação de escritos até sua morte. As Conversas com Goethe são fruto dessa colaboração.
Durante esse período Goethe dedicava-se à escrita de Faust, que veio a finalizar, após 16 anos de trabalho, em 1830. Aos 82 anos, em 22 de março de 1832, Goethe morre na cidade de Weimar. Encontra-se sepultado no Cemitério Histórico de Weimar, Turíngia na Alemanha ao lado de Friedrich Schiller.

## Trabalho científico
Quanto ao que fiz como poeta,... não me orgulho disso... Mas, no meu século, sou a única pessoa que conhece a verdade na difícil ciência das cores - daquilo, digo, eu não estou nem um pouco orgulhoso, e aqui tenho uma consciência de uma superioridade a muitos.— Johann Eckermann, Conversas com Goethe
Embora seu trabalho literário tenha atraído o maior interesse, Goethe também esteve profundamente envolvido nos estudos de ciências naturais. Ele escreveu vários trabalhos sobre morfologia e teoria das cores. Goethe também tinha a maior coleção particular de minerais de toda a Europa. Na época de sua morte, para obter uma visão abrangente da geologia, ele havia coletado 17 800 amostras de rochas.
Seu foco na morfologia e no que mais tarde foi chamado de homologia influenciou os naturalistas do século XIX, embora suas ideias de transformação fossem sobre a metamorfose contínua dos seres vivos e não se relacionassem às ideias contemporâneas de "transformismo" ou transmutação de espécies. A homologia, ou conforme Etienne Geoffroy Saint-Hilaire chamou-a de "analogia", foi usada por Charles Darwin como forte evidência de ascendência comum e de leis de variação. Os estudos de Goethe (notadamente com um crânio de elefante emprestado a ele por Samuel Thomas von Soemmerring) o levaram a descobrir independentemente o osso intermaxilar humano, também conhecido como "osso de Goethe", em 1784, o qual Broussonet (1779) e Vicq d'Azyr (1780) haviam (usando métodos diferentes) identificado vários anos antes. Embora não fosse o único em seu tempo a questionar a visão predominante de que esse osso não existia nos seres humanos, Goethe, que acreditava que os anatomistas antigos conheciam esse osso, foi o primeiro a provar sua existência em todos os mamíferos. O crânio do elefante que levou Goethe a essa descoberta, e posteriormente foi nomeado como Elefante Goethe, ainda existe e é exibido no Ottoneum em Kassel, Alemanha.
Durante sua jornada pela Itália, Goethe formulou uma teoria da metamorfose vegetal, na qual a forma arquetípica da planta pode ser encontrada na folha - ele escreve: "de cima para baixo, uma planta é toda folha, unida de maneira tão inseparável ao futuro broto que um não pode ser imaginado sem o outro". Em 1790, ele publicou seu A Metamorfose das Plantas. Como um dos muitos precursores na história do pensamento evolucionário, Goethe escreveu em História dos Meus Estudos Botânicos (1831): 
A exibição em constante mudança das formas das plantas, que acompanho há muitos anos, desperta cada vez mais dentro de mim a noção: as formas das plantas que nos cercam não foram todas criadas em um determinado momento e, em seguida, trancadas na forma dada, elas receberam ... uma feliz mobilidade e plasticidade que lhes permitem crescer e se adaptar a muitas condições diferentes em muitos lugares diferentes.
As teorias botânicas de Goethe foram parcialmente baseadas em sua jardinagem em Weimar.
Goethe também popularizou o barômetro Goethe usando um princípio estabelecido por Torricelli. Segundo Hegel, "Goethe ocupou-se bastante com meteorologia; leituras de barômetro.interessaram-no particularmente… O que ele diz é importante: o principal é que ele forneça uma tabela comparativa de leituras barométricas durante todo o mês de dezembro de 1822, em Weimar, Jena, Londres, Boston, Boston, Viena, Töpel… Ele afirma deduzir que o nível barométrico varia na mesma proporção, não apenas em cada zona, mas que também apresenta a mesma variação em diferentes altitudes acima do nível do mar".

Espectro de luz, da Teoria das Cores. Goethe observou que, com um prisma, a cor surge nas bordas claro-escuras e o espectro ocorre onde essas bordas coloridas se sobrepõem.

Em 1810, Goethe publicou sua Teoria das Cores, que considerou sua obra mais importante. Nela, ele caracterizou contenciosamente a cor como resultante da interação dinâmica da luz e da escuridão através da mediação de um meio turvo. Em 1816, Schopenhauer desenvolveu sua própria teoria em Sobre a Visão e as Cores base nas observações fornecidas no livro de Goethe. Depois de traduzida para o inglês por Charles Eastlake em 1840, sua teoria tornou-se amplamente adotada pelo mundo da arte, principalmente por J. M. W. Turner. O trabalho de Goethe também inspirou o filósofo Ludwig Wittgenstein, a escrever seu Remarks on Color (Anotações sobre as Cores). Goethe se opôs veementemente ao tratamento analítico da cor por Newton, empenhando-se em compilar uma descrição racional abrangente de uma ampla variedade de fenômenos de cores. Embora a precisão das observações de Goethe não admita muitas críticas, sua abordagem estética não se presta às exigências das análises analíticas e matemáticas usadas ubiquamente na ciência moderna. Goethe foi, no entanto, o primeiro a estudar sistematicamente os efeitos fisiológicos da cor, e suas observações sobre o efeito das cores opostas o levaram a um arranjo simétrico de sua roda de cores, 'pois as cores diametralmente opostas uma à outra … são aquelas que reciprocamente se evocam nos olhos.' (Goethe, Teoria das cores, 1810). Nisso, ele antecipou a teoria das cores oponentes de Ewald Hering (1872).
Goethe descreve seu método no ensaio O experimento como mediador entre sujeito e objeto (1772). Na edição de Kurschner dos trabalhos de Goethe, o editor de ciências, Rudolf Steiner, apresenta a abordagem de Goethe à ciência como fenomenológica. Steiner elaborou isso nos livros The Theory of Knowledge Implicit in Goethe's World-Conception e Goethe's World View, nos quais ele caracteriza a intuição como o instrumento pelo qual se apreende o arquétipo biológico de Goethe — O Typus.
Novalis, ele próprio um geólogo e engenheiro de minas, expressou a opinião de que Goethe foi o primeiro físico de seu tempo e "fazedor de época na história da física", escrevendo que os estudos de luz de Goethe, da metamorfose de plantas e insetos eram indicações e provas "de que a palestra educacional perfeita pertence à esfera de trabalho do artista"; e que Goethe seria superado, 'mas apenas da maneira em que os antigos podem ser superados, em conteúdo e força internos, em variedade e profundidade — como um artista, na verdade, não, ou apenas muito pouco, pois sua retitude e intensidade talvez já sejam mais exemplar do que parece'.

## Religião
Goethe era um livre pensador que acreditava que alguém poderia ser interiormente cristão sem seguir nenhuma das igrejas cristãs, muitas das quais a cujos ensinamentos centrais ele se opunha firmemente, distinguia nitidamente entre Cristo e os princípios da teologia cristã e criticava sua história como uma "mistura de falácias" e violência". Suas próprias descrições de seu relacionamento com a fé cristã e até com a Igreja variaram muito e foram interpretadas ainda mais amplamente, de modo que enquanto Eckermann, o secretário de Goethe, retratava-o como entusiasmado com o cristianismo, Jesus, Martinho Luthero e a Reforma Protestante, até chamando o cristianismo de a "religião suprema", em uma ocasião Goethe se descreveu como "não anticristão, nem a-cristão, mas decididamente não cristão", e em seu Epigrama Veneziano 66, Goethe listou o símbolo da cruz entre as quatro coisas que ele mais detestava. Segundo Nietzsche, Goethe tinha "um tipo de fatalismo quase alegre e confiante" que tem "fé de que somente na totalidade tudo se redime e parece bom e justificado".
Nascido em uma família luterana, a fé inicial de Goethe foi abalada por notícias de eventos como o terremoto de 1755 em Lisboa e a Guerra dos Sete Anos. A preocupação de Goethe e a reverência por Spinoza são bem conhecidas na história do pensamento ocidental. Ele foi uma das figuras centrais em um grande florescimento de um neo-espinozismo altamente influente que ocorreu na filosofia e na literatura alemã do final do século XVIII e início do XIX. — esse foi o primeiro notável renascimento de Spinoza na história. Como Lessing e Herder, em muitos aspectos, Goethe era um espinozista dedicado. Como Heinrich Heine, Nietzsche menciona em seus escritos frequentemente Goethe e Spinoza como um par. Sua perspectiva espiritual posterior incorporou elementos do panteísmo (fortemente influenciado pelo pensamento de Spinoza), humanismo e vários elementos do esoterismo ocidental, como vistos com maior vivacidade na parte 2 de Fausto. Ele também era um panenteísta, como alguns outros spinozistas de destaque, pois buscou conciliar o monismo espinosiano com a liberdade individual e reconhece que a natureza está cheia de Deus, mas que a divindade é algo além.
Sua filosofia e crença foi amplamente influenciada pela filosofia grega, tendo estudado obras de Platão e do neoplatonismo, fortemente presente em sua poesia, e afirmado que Deus está em unidade com a Natureza como "o todo" que serve de fundamento ontológico para a multiplicidade, noção que ele afirma remontar à antiguidade, desde Plotino. Schelling também inspirou-lhe a conciliação de idealismo e realismo, refletida na sua poesia e ciência. Um ano antes de sua morte, em uma carta a Sulpiz Boisserée, Goethe escreveu que tinha a sensação de que, durante toda a vida, aspirava a se qualificar como um dos hipsistarianos, uma antiga seita judaico-pagã da região do Mar Negro que, em seu entendimento, buscava reverenciar o que eles conheciam do melhor e mais perfeito, por estar próximo da Divindade. As crenças religiosas não-ortodoxas de Goethe o levaram a ser chamado de "o grande pagão" e provocaram desconfiança entre as autoridades de seu tempo, que se opunham à criação de um monumento de Goethe por causa de seu credo religioso ofensivo. August Wilhelm Schlegel considerou Goethe "um pagão que se converteu ao Islã", o que deve ter sido notável na Europa devido à influência que recebeu do sufismo na obra do poeta persa Hafez, levando-o a publicar o Divã Ocidental-Oriental (West–östlicher Divan), e do Corão, tendo escrito uma narrativa sobre Maomé, além de outras citações em seus poemas.
Goethe relatou experiências pessoais de clarividência e afirmava um universo animístico, contendo mistérios que superam as explicações físicas e racionais, além de diversas vezes ter tornado pública a sua crença de que o mundo era repovoado por meio da transmigração das almas. Em um exemplo, ele diz: "Não posso explicar o significado, o poder, que esta mulher tem sobre mim de nenhuma outra forma senão através da transmigração das almas".

Goethe era cético quanto a especulações metafísicas racionalistas. Acreditava que a razão humana era incapaz de compreender o mistério divino em sua inteireza. Após criticar Voltaire, nas Conversações com Goethe, de Eckermann, Goethe faz a seguinte afirmação sobre o homem: 
Suas faculdades não são suficientes para medir os movimentos do universo, e pretender levar a razão ao cosmos é, dada sua ínfima posição, um esforço vão. A razão dos homens e a razão da divindade são duas coisas muito diferentes… Digo isso apenas como um sinal do quão pouco nós sabemos, e de que não é bom tocar em mistérios divinos.
Na mesma obra, a respeito do cristianismo, Goethe afirma, em seu último ano de vida: 
A cultura espiritual pode continuar a progredir, as ciências naturais podem crescer cada vez mais em extensão e profundidade, e o espírito humano pode se ampliar o quanto quiser: jamais ele ultrapassará a elevação e a cultura moral do cristianismo como ela cintila e brilha nos Evangelhos! Quanto mais decididamente nós protestantes avançarmos em nosso nobre desenvolvimento, tanto mais rápido nos seguirão os católicos. Assim que se sentirem tomados pelo grande esclarecimento da época, que se propaga cada vez mais, eles terão de seguir-nos, queiram ou não, até chegar o dia em que finalmente tudo seja apenas um.

## Política
Politicamente, Goethe descreveu-se como um "liberal moderado". Crítico de Jeremy Bentham, a quem ele chamou de "louco", Goethe elogiava o liberalismo de François Guizot. Além disso, Goethe tinha grande respeito pelo trabalho de seus amigos liberais clássicos Wilhelm von Humboldt e Benjamin Constant. Seu liberalismo tinha aspectos conservadores, no sentido burkeano, enfatizando a prudência e a imperfeição. Nas Conservações com Goethe, de Eckermann, ele diz:
O verdadeiro liberal procura produzir tanto bem quanto puder com os meios que lhe estão à disposição; mas se guarda de querer extirpar imediatamente pelo fogo e pela espada todas as falhas quase sempre inevitáveis. Esforça-se por, avançando com prudência, eliminar pouco a pouco as imperfeições da vida pública sem, com medidas violentas, destruir ao mesmo tempo outras tantas coisas boas. Neste mundo sempre imperfeito, ele se dá por satisfeito com o bom até que o tempo e as circunstâncias lhe permitam alcançar o melhor.
Defensor do federalismo, Goethe mostrava-se cético quanto aos benefícios de uma centralização do poder na Alemanha. Na mesma obra, ele diz:
Pensar que a unidade alemã consiste em que o enorme império possua uma única grande capital, e que essa única grande capital serviria para o bem da grande massa do povo tanto quanto para o bom desenvolvimento de grandes talentos individuais, é um equívoco… Graças a quê a Alemanha é grande, se não a uma admirável cultura popular que impregna igualmente todas as partes do Império? E essa cultura não se irradia de cada uma daquelas sedes de governo, que a sustentam e protegem? Supondo-se que há séculos tivéssemos na Alemanha apenas as duas grandes capitais, Viena e Berlim, ou mesmo uma única, eu me pergunto: como estaria hoje a cultura alemã? E o bem-estar geral, que caminha de mãos dadas com a cultura?
Goethe era crítico da ideia de tornar a sociedade perfeita. Para ele, o correto era que cada cidadão buscasse o melhor em seu restrito campo de atividade, e não que os governantes implantassem soluções mirabolantes de melhoria social. 
Se pudéssemos tornar a humanidade perfeita, também se poderia pensar em uma situação perfeita; mas, do modo como as coisas são, haverá um eterno vaivém, uma parte irá sofrer, enquanto a outra gozará de bem-estar; o egoísmo e a inveja continuarão a desempenhar seu papel de demônios malignos e a luta entre os partidos não terá jamais um fim. O mais sensato é que cada um exerça o ofício para o qual nasceu e que aprendeu, sem impedir que os outros façam sua parte. Que o sapateiro continue com suas fôrmas, o camponês atrás de seu arado e o príncipe saiba governar. Pois também esse ofício exige um aprendizado e não deve ser confiado a alguém que não o compreenda.

## Recepção da obra
Goethe se torna conhecido em toda a Europa na ocasião da publicação de Os Sofrimentos do Jovem Werther. Já no século XIX, Goethe torna-se parte do cânone literário, sendo parte do currículo escolar desde 1860.
Goethe foi aclamado gênio no Segundo Reich e suas ideias foram fundamentais para a instauração da República de Weimar, após a Primeira Guerra Mundial. Já na Alemanha Nazista, sua obra fora deixada de lado, pois suas ideias humanistas não cooptavam a ideologia nazista.

## Goethe no Brasil
Grande interessado em culturas, Goethe não deixou de observar aspectos da cultura brasileira. Em sua biblioteca constavam 17 títulos de obras que tratavam do Brasil, além de estarem registrados empréstimos de livros do tema na biblioteca de Weimar. Goethe conheceu canções tupinambás através da leitura de Dos Canibais de Montaigne e mantinha um intercâmbio de informações científico com Carl Friedrich Philipp von Martius, a quem costumava chamar de "o brasileiro Martius". Esse e Ness Von Esenbeck o homenagearam batizando de Goethea cauliflora uma espécie de Malvaceae brasileira.
O escritor alemão Sylk Schneider, residente em Weimar, publicou o livro Goethes Reise nach Brasilien, no qual discute o interesse de Goethe pelo Brasil nos âmbitos poético, naturalista, mineralogista e também econômico. Edição brasileira aumentada em 2022.
Na literatura, Goethe influenciou autores de renome como Machado de Assis e Guimarães Rosa.

## Obras (seleção)

### Dramas
- Die Laune des Verliebten (1768)
- Die Mitschuldigen (1768-1769)
- Götz von Berlichingen da mão de ferro (primeira versão 1771, versão definitiva 1773)
- Clavigo (1774)
- Urfaust (Fausto Zero) (1775)
- Stella (1775)
- Egmont (1775-1788)
- Iphigenie auf Tauris (1779-1786)
- Torquato Tasso (1780)
- Der Gross-Cophta (1791)
- Der Bürgergeneral (1793)
- Die Aufgeregten (Fragmento, 1793)
- Das Mädchen von Oberkirch (fragmento, 1795/96)
- Die natürliche Tochter (1801-1803)
- Fausto I (1806)
- Fausto II (1832, publicação póstuma)

### Romances e novelas
- Os Sofrimentos do Jovem Werther (1774)
- Wilhelm Meisters theatralische Sendung (1777-1785)
- Reise der Söhne Megaprazons (fragmento, 1792)
- Unterhaltungen Deutscher Ausgewanderten (1795)
- Os Anos de Aprendizado de Wilhelm Meister (1796-1797)
- As Afinidades Eletivas (1809)
- Wilhelm Meisters Wanderjahre (primeira versão 1821, segunda versão 1829)
- Novela (1826-1827)

### Épicas
- Reineke-Fuchs (1793)
- Hermann e Doroteia (1796-1797)

### Poesia
Poemas famosos
- Prometeu (1774)
- O rei dos elfos (1782)
- O Aprendiz de Feiticeiro (poema) (1797)

Livros de poesia
- Divã ocidento-oriental (primeira versão 1819/ versão ampliada 1827)

### Escritos científicos
- Teoria das Cores (1810)

### Prosa autobiográfica
- Aus meinem Leben. Dichtung und Wahrheit (1811-1833)
- Viagem à Itália (1813-1817)
- Kampagne in Frankreich 1792 (1819-1822)

## Textos traduzidos
- ___. O cavaleiro da mão de ferro (Götz von Berlichingen) ). Trad. Armando Lopo Simeão. Lisboa: Edições Ultramar, 1945.
- ___. Egmont; Tragédia em cinco atos. Trad. Hamilcar Turelli. São Paulo: Melhoramentos, 1949.
- ___. Clavigo; Tragédia. Trad. Carlos Alberto Nunes. São Paulo: Melhoramentos, 1949.
- ___. Estela; Tragédia. Trad. Carlos Alberto Nunes. São Paulo: Melhoramentos, 1949.
- ___. Ifigênia em Táuride; Drama. Trad. Carlos Alberto Nunes. São Paulo: Instituto Hans Staden, 1964.
- ___. Ifigênia em Táuride. Trad. Carlos Alberto Nunes. São Paulo: Editora Peixoto Neto, 2016.
- ____. Memórias: Poesia e Verdade. Tradução de Leonel Vallandro. Porto Alegre: Globo, 1971 (reeditada pela Editora da Universidade de Brasília / HUCITEC, em dois volumes, 1986).
- ____. Os anos de aprendizado de Wilhelm Meister. Tradução: Nicolino Simone Neto. São Paulo: Ensaio, 1994.
- ___. Torquato Tasso: um drama. Tradução de João Barrento. Prefácio de Maria Filomena Molder Lisboa: Relógio D'água, 1999.
- ____. Escritos sobre literatura. Seleção e Tradução: Pedro Süssekind. Rio de Janeiro: 7 Letras, 2000.
- ____. Novela. São Paulo. Editora 7Letras, 2004.
- ___. Fausto zero. Trad. Christine Röhrig. São Paulo: Cosac & Naify, 2001.
- ___. Fausto I: Uma tragédia (Primeira parte). Apresentação, comentários e notas de Marcus Mazzari. Trad. Jenny Klabin Segall. Edição bilíngue. São Paulo: Editora 34, 2004.
- ___. Fausto II: Segunda parte da tragédia. Apresentação, comentários e notas de Marcus Mazzari. (Trad. Jenny Klabin Segall. Edição bilíngue. São Paulo: Editora 34, 2007.1
- ____. Os anos de aprendizado de Wilhelm Meister. São Paulo: Editora, 34, 2009.
- ___. Fausto. Trad. Agostinho D'Ornellas. São Paulo: Martin Claret, 2004. [inclui a Primeira e Segunda Partes de Faust]
- ___. Fausto e Werther. Trad. Alberto Maximiliano. São Paulo: Nova Cultural, 2002.
- ____. Viagem à Itália 1786-1788. Trad. Sérgio Tellaroli. São Paulo: Companhia das Letras, 1999.
- ___. Escritos sobre arte. Introdução, tradução e notas de Marco Aurélio Werle. São Paulo: Associação Editorial Humanitas / Impressãoficial, 2005.
- ____. Raineke-Raposo. São Paulo. Adaptação em prosa. Tradução: Tatiana Belinky. São Paulo, Companhia das Letras, 1998.
- ____. O Aprendiz De Feiticeiro. Tradução: Mônica Rodrigues da Costa. São Paulo: Cosac Naify, 2006.
- ____. A Tabuada da Bruxa. Tradução: Jenny Klabin Segall. São Paulo: Cosac Naify, 2006.
- ____. Os Sofrimentos Do Jovem Werther. São Paulo: Martins Editora, 2007.
- ____. As Afinidades Eletivas. Tradução: Leonardo Froes. São Paulo: Nova Alexandria, 2008.
- ____. Escritos Sobre Arte. Tradução: Marco Aurélio Werle. São Paulo: Imesp, 2008.
- ____. Trilogia Da Paixao. Edição Bilíngue. Tradução: Erlon José Paschoal. Porto Alegre: L&PM Editores, 2009.
- ____. Correspondência entre Goethe e Schiller. Tradução e seleção: Claudia Cavalcanti. São Paulo: Hedra, 2010.
- ____. Goethe e Hackert – Sobre a Pintura de Paisagem. Tradução e seleção: Claudia Valladão de Mattos. São Paulo: Atelie Editorial, 2008.
- ____. Ensaios científicos: uma metodologia para o estudo da natureza. Coletânea. Tradução: Jacira Cardoso. Introdução de Antonio José Marques. São Paulo: Ad Verbum Editorial / Barany, 2012.
- ____. "O conto da serpente verde e da linda Lilie". [Tradução de Märchen]; trad. e posfácio de Roberto Cattani. Comentários de Oswald Wirth. São Paulo: Aquariana, 2012 (Coleção Vasto Mundo).
- ____. "As afinidades Eletivas". Tradução Tercio Redondo. São Paulo: Penguim / Companhia das Letras, 2014.
- ____. A criada de Oberkirch. Tradução Felipe Vale da Silva. Revista In-Traduções, Florianópolis, v. 7, 2015, p. 49-56.
- ____ & ECKERMANN, J. P. "Conversações com Goethe nos últimos anos de sua vida". Tradução Mário Luiz Frungillo. São Paulo: Editora da UNESP, 2016.
- ____. "De minha vida, Poesia e Verdade". Tradução Mauricio Mendonça Cardozo. São Paulo: Editora da UNESP, 2017.
- ____. Viagem à Itália 1786-1788. Tradução Wilma Patricia Marzari Dinardo Maas. São Paulo: Editora Unesp, 2017.
- ____. "O Grande Cophta – O Cophta, arranjado como ópera – Canções Cópticas". Tradução Felipe Vale da Silva. São Paulo: Aetia Editorial, 2017.
- ____. "A Metamorfose das Plantas". São Paulo: Editora Edipro, 2019.
- ____. "Divã ocidento-oriental". Tradução: Daniel Martineschen. São Paulo: Estação Liberdade, 2020.
- ____. "Götz von Berlichingen da mão de ferro". Tradução Felipe Vale da Silva. Londrina/São Paulo: Aetia Editorial, 2020.